# Ne zabud... stantsija Lugovaja
Ne zabud... stantsija Lugovaja (russisk: Не забудь… станция Луговая) er en sovjetisk spillefilm fra 1966 af Nikita Kurikhin og Leonid Menaker.

## Medvirkende
- Georgij Jumatov som Georgij Rjabov
- Alla Tjernova som Ljusja Kudrjavtseva
- Valentina Vladimirova som Marija Agafonova
- Valentina Kibardina som Anna Petrovna Kudrjavtseva
- Pjotr Merkurjev